# Odometria
Odometria – dział miernictwa, który zajmuje się pomiarem odległości. 
W tym celu wykorzystuje czujniki, które określają zmianę pozycji obiektu względem pozycji startowej w czasie. Wykorzystywana często w robotyce.